# Hana Šromová
Hana Šromová (* 10. dubna 1978, Kopřivnice) je česká profesionální tenistka, která nastoupila závodní kariéru na okruhu WTA v roce 1997. Nejvýše klasifikovaná ve dvouhře byla na žebříčku žebříčku WTA na 87. místě (9. června 2006).
Na okruhu WTA dosud nevyhrála žádný turnaj, na turnajích ITF se jí podařilo získat 8 titulů ve dvouhře a 35 ve čtyřhře. V roce 2004 se stala ženskou mistryní České republiky ve dvouhře. S tenisem začala v sedmi letech, jejím trenérem je Lubomir Gerla.

## Vývoj na žebříčku WTA - dvouhra (konec roku)
| Rok    | 1994 | 1995   | 1996   | 1997   | 1998   | 1999   | 2000   | 2001   | 2002   | 2003   | 2004   | 2005  | 2006   | 2007   |
| Pořadí | 559. | ▼ 646. | ▲ 290. | ▼ 351. | ▼ 363. | ▲ 311. | ▲ 249. | ▼ 279. | ▼ 348. | ▲ 250. | ▲ 225. | ▲ 98. | ▼ 119. | ▼ 167. |